# Quintetto per archi (Schubert)

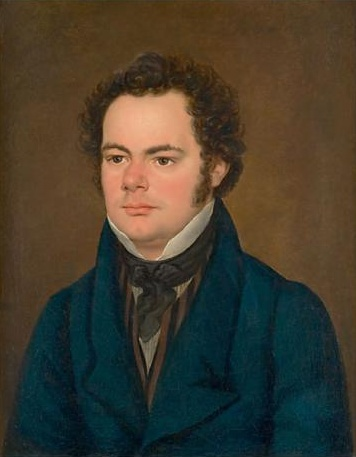
Ritratto di Franz Schubert, 1827, olio su tela di Anton Depauly.

Il quintetto per archi in do maggiore (D. 956, Op. post. 163) è una composizione da camera del musicista austriaco Franz Schubert scritta nel 1828, circa due mesi prima della sua morte.
È anche noto come quintetto per violoncello, poiché l'organico è composto da un quartetto d'archi standard con un secondo violoncello aggiunto (formazione inusuale, dato che nei quintetti d'archi solitamente lo strumento aggiunto è una seconda viola) o anche solo quintetto per archi di Schubert poiché questo è l'unico lavoro del compositore con questo organico e l'altro suo quintetto, (La trota), prevede un quartetto standard accompagnato dal pianoforte. Il brano è composto da quattro movimenti, tutti di grande estensione e ricchezza compositiva; l'esecuzione completa richiede solitamente poco meno di un'ora.
Nonostante oggi sia riconosciuto dai musicologi come un capolavoro della storia della musica e come una delle massime espressioni del sublime nel Romanticismo, il brano, viste anche le proporzioni insolitamente ampie per gli standard dell'epoca e le arditezze armoniche presenti, restò misconosciuto a lungo e non godette di alcuna fama fra i contemporanei. La prima esecuzione pubblica e la pubblicazione a stampa non avvennero che molti anni dopo la morte del compositore, rispettivamente nel 1850 e 1853.

## Composizione e pubblicazione
L'ultima stagione creativa di Schubert è durata soli venti mesi durante i quali il compositore è riuscito a realizzare una serie incredibile di capolavori, tra questi il quintetto che venne composto fra l'estate e l'inizio dell'autunno 1828 in soli due mesi, contemporaneamente alle sue ultime tre sonate per pianoforte e ai Lieder che faranno poi parte del ciclo Schwanengesang.
Una volta finito, Schubert propose il 2 ottobre 1828 il quintetto a Heinrich Albert Probst, uno dei suoi vari editori, con una lettera in cui gli chiedeva se fosse interessato alla pubblicazione: «Ho finalmente scritto un quintetto per due violini, una viola e due violoncelli. […] Le prove non cominceranno che fra pochi giorni. Vi prego di farmi sapere se qualcuna di queste composizioni riuscisse a incontrare il vostro favore». Probst però non dimostrò alcun interesse per il quintetto e chiese invece a Schubert di fornirgli piuttosto nuovi Lieder, ovvero musica per pianoforte e voce, facilmente eseguibile in casa, che ai tempi era molto popolare e rappresentava la produzione più nota e apprezzata del compositore, mai preso seriamente in considerazione come autore sinfonico o cameristico mentre era in vita.
Il quintetto venne eseguito in pubblico per la prima volta solo il 17 novembre 1850 nella sala da concerto Musikverein di Vienna con il Quartetto Hellmesberger e il violoncellista Josef Stransky; venne pubblicato in parti staccate tre anni dopo, nel 1853, in occasione del 25ennale della morte del compositore; l'edizione completa dovette attendere il 1871 a opera dell'editore Peters. 

## Struttura e analisi
Il quintetto è scritto negli usuali quattro movimenti, ma è presente in essi una notevole ampiezza di durata. Il Quintetto è infatti, unitamente all'Ottetto, la composizione da camera più lunga scritta da Schubert e ha un aspetto così marcatamente sinfonico che quasi si allontana dalla musica da camera propriamente detta.
1. Allegro ma non troppo (Do maggiore)
2. Adagio (Mi maggiore)
3. Scherzo. Presto (Do maggiore) – Trio. Andante sostenuto (Re bemolle maggiore)
4. Allegretto (Do maggiore)

Il primo movimento, Allegro ma non troppo, è di grandi proporzioni, dura infatti circa venti minuti. In Do maggiore, è caratterizzato da una calma e serenità costanti, privo di ogni aspetto drammatico. Gli strumenti del quartetto aprono con un accordo nella tonalità d'impianto, ma non rivelano subito il primo tema che invece si delinea poco a poco in densi accordi affermandosi, più che per la melodia, per le particolarità armoniche. Con una sonorità crescente si apre il secondo tema in un inaspettato Mi bemolle maggiore. Nella ripresa i due temi si ripresentano con tonalità diverse, in Fa maggiore e in La bemolle maggiore; i temi poi cambiano continuamente oscillando fra modo maggiore e minore, oltrepassando il classico dualismo tonica-dominante. Nella seconda metà del movimento un motivo di marcia prende campo a poco a poco assumendo l'aspetto di un terzo tema. La ripresa dei primi due temi in pianissimo porta il brano, con grande naturalezza, a concludersi in decrescendo preparando l'attesa del successivo Adagio.
Il secondo movimento, Adagio in Mi maggiore, è diviso in tre parti; si apre con una lineare melodia affidata al primo violino che conduce il tema, lirico ed elegiaco, a essere quindi cantato, in toni più sommessi, dal secondo violino, dalla viola e da un violoncello. Il motivo, sempre pacato e disteso, scorre appena mosso da un motivo ritmico del violino a cui risponde in pizzicato il secondo violoncello. Il motivo quindi si evolve e si arricchisce in un crescendo per giungere a una Coda tranquilla. L'episodio centrale in Fa minore interrompe il clima sereno e celestiale con un'improvvisa inquietudine; un tema drammatico viene esposto dal primo violino e dal primo violoncello a cui rispondono gli altri strumenti. La tensione quindi si allenta in un diminuendo che porta, dopo quattro misure di transizione, alla ripresa del tema iniziale con il suo abbandono lirico, concludendosi con una pacata cadenza.
Il Presto che segue è uno Scherzo che inizia incisivamente con un tema irruente ripetuto dall'intero quintetto per ben due volte con esuberanza. Il tema, in Do maggiore, modula poi a Mi bemolle, La bemolle maggiore e procede scorrevole fino alla parte centrale dove assume un carattere quasi eroico; una sezione di collegamento porta a una fase popolaresca a cui segue la ripresa del tema iniziale trionfante. Il Trio ha un carattere più discorsivo presentato inizialmente dalla viola e dal secondo violoncello e poi dall'intero complesso. Un momento meditativo e inquieto riporta nel finale lo Scherzo con la sua impetuosità.
Il movimento finale, Allegretto, si propone con un tono più leggero e gioioso; il primo tema, molto ritmato, si presenta con un motivo di danza che ricorda la musica popolare ungherese; vi si coglie come un felice e nostalgico ricordo delle orchestrine viennesi. Il secondo tema è costituito da una melodia elegante ed è proposto inizialmente dal secondo violino e dalla viola che dialogano tra loro, arricchito poi dalle espressioni del primo violino e dei violoncelli. Il gioco continuo degli strumenti porta a un crescendo per giungere alla ripresa. I due temi vengono riproposti, sviluppandosi e arricchendosi continuamente, con accenni delle melodie dei movimenti precedenti. La grandiosa Coda finale conclude il brano con l'intensa espressività che ha caratterizzato l'intera composizione.